# Rögöl, Östergötland
Rögöl är en sjö i Valdemarsviks kommun i Östergötland och ingår i Söderköpingsåns huvudavrinningsområde.